# عبد الله القائم بأمر الله
أمِيرُ اَلْمُؤْمِنِين وَخَلِيفَةُ المُسْلِمِين أبُو جَعْفَر عَبدُ الله القائِم بأمر الله بن أحمَد القادِر بالله بن إسْحاق بن جَعْفَر المُقْتَدِر بن أحمَد المُعْتَضِد بن طَلحة المُوفَّق اَلْعَبَّاسِي اَلْهَاشِمِيِّ اَلْقُرَشِيِّ (391 - 467 هـ / 1001 - 1075 م)، المعرُوف اختصارًا باسم القائِم أو القائِم بأمر الله، هو الخليفة السَّادِس والعُشْرُون من خُلفاء بَني العبَّاس.
ولي الخلافة بعد موت أبيه وكانت بيعته في ذي الحجة سنة 422هـ، وبقي خليفة إلى 3 شعبان سنة 467هـ/4 أبريل سنة 1075، فكانت مدته 44 سنة و25 يوماً وبزمنه قام الفاطميون بهدم كنيسة القيامة عام 1009 ميلادي والذي يعتبر هذا الحدث أحد أبرز الأحداث التاريخية التي مرت على مدينة القدس عامةً ومسيحية الشرق خاصةً.
شهد عهده العديد من الأحداث التي أثرت على خريطة العالم الإسلامي والخارجي على حد السواء، أولى هذه الأحداث هي سقوط الدولة البويهية التي ظلت تتحكم في مقاليد الخلافة قرابة المئة سنة، وأضعفت شأن الخلافة العباسية ، وأضاعت هيبة الخلفاء، وكان هذا السقوط سنة 435هـ، ثم تلى هذا الحدث ظهور قوة السلاجقة وهم الأتراك الغز الذين دخلوا في الإسلام، وصاروا قوة إسلامية سنية فتية، نصرت الإسلام، وأعادت للخلافة العباسية السنية مكانتها وهيبتها، ومثلت هذه القوة تهديداً قوياً وخطيراً للدولة الفاطمية خاصة بعد أن نجح السلاجقة في ضم الشام، وطرد الفاطميين منها.
ومن أخطر الأحداث التي وقعت في عهده هي محاولة الفاطميين القضاء على الخلافة العباسية السنية وذلك سنة 450هـ عندما نجح داعية الفاطميين «البساسيري» في احتلال بغداد، والقبض على القائم بأمر الله ونقله إلى مدينة «حدثية» حيث ظل منفياً بها طيلة عام كامل، حتى نجح طغرل بك السلجوقي في قتل «البساسيري»، وإعادة الخليفة لمنصبه.
ومن الحوادث الخطيرة التي وقعت في عهده أيضاً المجاعة العامة التي ضربت مصر أيام الخليفة الفاطمي المستنصر لمدة 7 سنوات، والتي عرفت باسم الشدة المستنصرية، والتي كانت من أولى وأهم أسباب زوال الدولة الفاطمية بعد ذلك، أما أخطر الحوادث التاريخية على الإطلاق في عهد القائم بأمر الله فهي معركة ملازكرد الكبرى سنة 463هـ، والتي وقعت بين السلاجقة بقيادة السلطان «ألب أرسلان» وبين البيزنطيين بقيادة رومانوس الرابع، والتي أدت إلى تحطم معظم قوة الدولة البيزنطية، وخروجها من حلبة الصراع مع المسلمين، وأدت لنتائج خطيرة أخرى منها انسياح المسلمين السلاجقة في قلب الأناضول، ومنها إلى شرق أوروبا، وأدت فيما بعد ذلك بقليل لبدء الحملات الصليبية على الشام.

## سيرته
لم يزل القائم بأمر الله أمره مستقيما إلى أن قبض عليه في سنة 450 ; لأن أرسلان التركي البساسيري عظم شأنه لعدم نظير له، وتهيبته أمراء العرب والعجم، ودعي له على المنابر، وظلم وخرب القرى، وانقهر معه القائم، ثم تحدث بأنه يريد نهب دار الخلافة، وعزل القائم. فكاتب القائم طغرل بك ملك الغز يستنهضه، وكان بالري ، ثم أحرقت دار البساسيري، وهرب، وقدم طغرل بك في سنة 447 ، وذهب البساسيري إلى الرحبة ومعه عسكر، فكاتب المستنصر فأمده من مصر بالأموال، ومضى طغرل بك سنة تسع إلى نصيبين ومعه أخوه ينال ، فكاتب البساسيري ينال فأفسده، وطمع بمنصب أخيه .
فسار بجيش ضخم إلى الري، فسار أخوه في أثره، وتفرقت الكلمة، والتقى الأخوان بهمذان ، وظهر ينال، واضطرب أمر بغداد، ووقع النهب، وفرت زوجة طغرل بك في جيش نحو همذان، فوصل البساسيري في ذي القعدة إلى الأنبار ، وبطلت الجمعة، ودخل شاليش عسكره، ثم دخل هو بغداد في الرايات المصرية، وضرب سرادقه على دجلة، ونصرته الشيعة، وكان قد جمع العيارين والفلاحين، وأطمعهم في النهب، وعظم القحط، واقتتلوا في السفن .
في الجمعة المقبلة دعي لصاحب مصر بجامع المنصور، وأذنوا : ب «حي على خير العمل» ، وخندق الخليفة حول داره، ثم نهض البساسيري في أهل الكرخ وغيرهم إلى حرب القائم، فاقتتلوا يومين، وكثرت القتلى، وأحرقت الأسواق، ودخلوا الدار فانتهبوها، وتذمم القائم إلى الأمير قريش العقيلي -وكان ممن قام مع البساسيري - فأذمه، وقبل بين يديه، فخرج القائم راكبا - بين يديه الراية - ، والأتراك بين يديه، وأنزل في خيمة، ثم قبض البساسيري على الوزير أبي القاسم علي بن المسلمة، والقاضي أبي عبد الله الدامغاني ، وجماعة، فصلب الوزير فهلك .
وكان القائم فيه خير واهتمام بالرعية، وقضاء للحوائج، قيل : إنه لما بقي معتقلا عند العرب كتب قصة، وبعث بها إلى بيت الله مستعديا ممن ظلمه، وهي : إلى الله العظيم من المسكين عبده : اللهم إنك العالم بالسرائر، المطلع على الضمائر، اللهم إنك غني بعلمك واطلاعك علي عن إعلامي، هذا عبدك قد كفر نعمك وما شكرها، أطغاه حلمك حتى تعدى علينا بغيا، اللهم قل الناصر واعتز الظالم، وأنت المطلع الحاكم، بك نعتز عليه، وإليك نهرب من يديه، فقد حاكمناه إليك، وتوكلنا في إنصافنا منه عليك، ورفعنا ظلامتنا إلى حرمك، ووثقنا في كشفها بكرمك، فاحكم بيننا بالحق، وأنت خير الحاكمين .
أما ما كان من طغرل بك، فإنه ظفر بأخيه وقتله ثم كاتب متولي عانة في أن يرد القائم إلى مقر عزه . ثم جهز طغرل بك عسكرا قاتلوا البساسيري، فقتل وطيف برأسه . فكانت الخطبة للمستنصر ببغداد سنة كاملة .
في عام 463 هـ، قرر السلطان ألب أرسلان غزو حلب، فرأى أميرها الشيعي محمود بن مرداس الموالي للفاطميين خلع طاعة الفاطميين، وأقام الخطبة للخليفة العباسي القائم بأمر الله والسلطان ألب أرسلان. غير أن ألب أرسلان أصر على أن يكون الأذان على مذهب أهل السنة، فامتنع ابن مرداس عن ذلك، فضرب ألب أرسلان الحصار على حلب، إلى أن يأس ابن مرداس وسلّم لألب أرسلان، ليخسر بذلك الفاطميون ظهيرًا شيعيًا حال بينهم وبين السلاجقة. وفي العام نفسه، استطاع أتسز بن أوق الخوارزمي ضم الرملة وبيت المقدس من أيدي الفاطميين، بينما صمدت دمشق أمام حصار السلاجقة.

## وصفه
قال ابن الأثير: كان جميلا مليح الوجه أبيض مشرباً حمرة حسن الجسم ورعاً ديناً زاهداً عالماً قوي اليقين بالله تعالى كثير الصدقة والصبر له عناية بالأدب ومعرفة حسنة بالكتابة مؤثراً للعدل والإحسان وقضاء الحوائج لا يرى المنع من شيء طلب منه.

## الوفاة
وقد توفي القائم بأمر الله في 13 شعبان سنة 467هـ بعد أن تولى قرابة الخمسة والأربعين سنة، وكان هو في نفسه صالحاً صواماً قواماً صاحب عقيدة صحيحة، كثير الصدقات مع زهد وتواضع خاصة بعد أن عاد للخلافة سنة 451هـ من المنفى، حيث لم ينم بعدها على فراش، إنما على سجادة صلاته من قيام الليل.

## مات في زمنه
مات في أيامه من الأعلام: أبو بكر البرقاني وأبو الفضل الفلكي والثعلبي المفسر والقدوري شيخ الحنفية وابن سينا شيخ الفلاسفة ومهيار الشاعر وأبو نعيم صاحب الحلية وأبو زيد الدبوسي والبرادعي المالكي صاحب التهذيب وأبو الحسين البصري المعتزلي ومكي صاحب الإعراب والشيخ أبو محمد الجويني والمهدوي صاحب التفسير والإفليلي والثمانيني وأبو عمرو الداني والخليل صاحب الإرشاد وسليم الرازي وأبو العلاء المعري وأبو عثمان الصابوني وابن بطال شارح البخاري والقاضي أبو الطيب الطبري وابن شيطا المقرئ والماوردي الشافعي والقضاعي صاحب الشهاب وابن برهان النحوي وابن حزم الظاهري والبيهقي وابن سيده صاحب المحكم وأبو يعلى بن الفراء شيخ الحنابلة والحضرمي من الشافعية والهذلي صاحب الكامل في القراءات والفريابي والخطيب والبغدادي وابن رشيق صاحب العمدة وابن عبد البر.